# Zillisheim
Zillisheim é uma comuna francesa na região administrativa de Grande Leste, no departamento Alto Reno. Estende-se por uma área de 8,24 km². Em 2010 a comuna tinha 2 617 habitantes (densidade: 317,6 hab./km²).